# Ultra petita
Ultra petita es una locución latina que significa literalmente "más allá de lo pedido". Se utiliza en derecho para señalar la situación en la que una resolución judicial concede más de lo pedido por una de las partes. Tiene su origen en el derecho romano y se resume en el brocardo sententia debet esse conformis libello (literalmente "la sentencia debe ser conforme a la demanda").

## Naturaleza
El «principio de correspondencia entre lo pedido y lo otorgado» o principio de congruencia, es uno de los elementos del principio dispositivo: prohíbe al juez expedirse a favor o en contra de otras personas distintas de las partes (las personas de la acción), conceder o negar algo distinto a lo solicitado por las partes (el petitum de la acción) o reemplazar el derecho invocado por las partes (la causa petendi de la acción) por otro diferente. Estos elementos de la acción son los que delimitan el thema decidendum, el ámbito dentro del cual el juez puede pronunciarse, y la consiguiente ilegalidad de una decisión judicial que otorgara más de lo pedido (ultrapetición) o algo diferente a lo pedido (extrapetición).
Hay una situación en la que, de todas maneras, el juez puede incurrir en ultra petita, sin que ésta configure un vicio procesal. Esto sucederá toda vez que lo haga haciendo uso de alguna facultad para actuar de oficio que contemple la legislación. Dicha facultad se suele otorgar con idea de proteger un bien jurídico determinado (por ejemplo, protección de un menor). En ese caso, aunque la parte no lo pida, es la legislación la que "pide" por ella, en interés de la justicia. Un ejemplo típico es la facultad que otorgan algunos ordenamientos al juez para declarar nulos de oficio determinados actos jurídicos, cuando dicha nulidad aparezca de manifiesto y ninguna parte lo haya pedido, lo que tiende a tutelar el interés social en que ciertos actos jurídicos que se celebren sean válidos, por sobre el interés personal de las partes.

## Clasificaciones
En términos doctrinales, hay tres situaciones de ultra petita:
- Ultra petita: El juez otorga más de lo pedido por la parte.[1]
- Extra petita: El juez otorga algo diferente a lo solicitado por la parte. Por ejemplo, el demandante entabla demanda buscando una indemnización por responsabilidad contractual, sin mencionar una eventual responsabilidad extracontractual, y el juez niega la primera, dando lugar a la segunda. En este caso el juez se estaría inmiscuyendo en la relación jurídica de las partes de una manera en que éstas no pudieron prever, al iniciarse el juicio.[1]
- Infra petita o citra petita: Cuando el juez omite pronunciarse sobre algún punto de la demanda (la sentencia no es exhaustiva), u otorga menos de lo concedido por la parte demandada.[2]

## Por países

### Argentina
El art. 163 inc. 6° del Código Procesal Civil y Comercial de la Nación Argentina prescribe que la sentencia debe contener la decisión expresa, positiva y precisa de conformidad con las pretensiones deducidas en el juicio, no debiendo proceder extra petita, es decir hacer mérito de cuestiones no introducidas, cosas no pedidas o hechos no afirmados, o emitir un pronunciamiento en menor medida que el pedido (citra petita).
Peyrano describe el principio de congruencia como “una exigencia de que medie identidad entre la materia, partes y hechos de una litis incidental o sustantiva y lo resuelto por la decisión jurisdiccional que la dirima.”. Esta visión estricta, basada en los principios individualistas y liberales, es la que recogen los códigos procesales decimonónicos como el Código Procesal Civil argentino, el uruguayo y la Ley de enjuiciamiento civil española. El límite de esta postura está en el principio iura novit curia, es decir que -independientemente de lo que las partes manifiesten que corresponde aplicar- el juez conoce el derecho, y tiene plena independencia tanto para la calificación de la acción como para la determinación del derecho aplicable, pudiendo incluso prescindir de las normas invocadas por las partes. No obstante esa facultad, el juez no puede modificar los presupuestos fácticos del litigio ni alterar la relación procesal, pues la decisión de acordar derechos no pedidos ni debatidos en el pleito afectaría en definitiva la garantía de debido proceso y de defensa en juicio.
Con el tiempo cobró importancia el principio de equidad, que obliga a una flexibilización del principio de congruencia para obtener una sentencia justa para el pleito. Se prioriza que se respete el derecho de defensa en tiempos razonables, y la bilateralización del mismo, logrando saltear los obstáculos para alcanzar una tutela efectiva de los derechos de las partes. Dice Peyrano que “En verdad tantas son las herramientas procesales de fecha reciente, que bien se puede hablar de un derecho procesal civil ‘diferente’ (…) El grueso de las invenciones procesales recientemente acuñadas no respeta estrictamente los lineamientos de un sistema dado o inevitablemente se conforman a un molde teórico previo. No son, muchas veces, la derivación racional de un a priori constituido por tal o cual armazón intelectual de conceptos, principios y valores, sino más bien respuestas puntuales –frecuentemente desconectadas entre sí y de difícil inserción en algún sistema procesal conocido- a necesidades acuciantes y rebeldes a una discusión morosa y de cariz meramente teorético”
El vicio de incongruencia admite la siguiente tipología:
- Sentencia extra petita: conceder algo distinto a lo peticionado, introducir cuestiones no planteadas por las partes y ajenas de este modo a la relación jurídico-procesal. En este caso, si la sentencia condena a algo distinto de lo pedido se afecta la garantía de la defensa en juicio (arts. 17 y 18 C.N.);
- Sentencia ultra petita: ocurre cuando el decisorio otorga más de lo solicitado, de tal modo que el juez o tribunal -dentro de los conceptos y categorías introducidos por las partes- resuelve por encima. En el procedimiento laboral esta posibilidad está admitida pudiendo el juez acordar mayores sumas que las reclamadas, ajustándose a las disposiciones legales aplicables y a las pruebas rendidas en la causa (art. 85, ley 3540 de Procedimiento Laboral de la provincia de Corrientes). Asimismo, el art. 56 de la Ley de Organización y Procedimiento de la Justicia Nacional del Trabajo faculta a los jueces a fallar  “ultra petita”, supliendo la omisión del demandante, lo que implica que cuando el juez o tribunal determina la cuantía de lo adeudado no debe atenerse al cálculo inicial, sino que debe determinar el verdadero monto adeudado, pudiendo fallar por más de lo pedido, en relación con la cosa pedida, teniendo en cuenta las pruebas producidas y las disposiciones legales  que resulten de aplicación.[3]
- Sentencia citra petita: se presenta cuando se incurre en omisión de pronunciamiento, dejando de resolver algo de lo pedido y conducente al pleito.

### Brasil
Según el artículo 460 del Código de proceso civil brasilero: "Está prohibido al juez dictar sentencia a favor del actor, de naturaleza distinta a la pedida, así como condenar al demandado en cantidad superior o en materia distinta a lo que fuera demandado".

### Italia
En el ordenamiento jurídico italiano el principio está establecido -para el proceso civil- en el artículo 112 del Código de procedimiento civil, que establece "El juez debe pronunciarse sobre toda la cuestión, y no más allá de sus límites; y no puede pronunciarse de oficio sobre excepciones que sólo pueden ser pedidas por las partes". El mismo principio opera también en el proceso penal (artículos 516 a 522 del Código de procedimiento penal), en el procedimiento administrativo y en el proceso iniciado ante la Corte Constitucional en relación con el control de constitucionalidad de una ley o de un acto con fuerza de ley.